# Saint-Ouen-de-Pontcheuil
Saint-Ouen-de-Pontcheuil è un comune francese di 100 abitanti situato nel dipartimento dell'Eure nella regione della Normandia.

## Società

### Evoluzione demografica
Abitanti censiti